# Les Sims 4 : Dans la jungle
Les Sims 4 : Dans la jungle (The Sims 4: Jungle Adventure) est le sixième pack de jeu pour Les Sims 4. Il a été annoncé le 13 février 2018 et est disponible depuis le 27 février 2018 uniquement en digital. Ce nouvel opus permet aux Sims de partir à l'aventure et de trouver des trésors et reliques.

## Description
Dans cette extension, les Sims peuvent explorer un nouveau monde comprenant un temple, des obstacles dans la jungle, des reliques et des trésors. Dans le monde de Selvadorada, les Sims peuvent lier des amitiés avec les habitants au bar local ou acheter du matériel de survie essentiel. Ils peuvent également goûter des plats traditionnels, découvrir des coutumes et acheter des décorations authentiques. Ils ont la possibilité de s'habiller avec des tenues locales. Enfin, ils peuvent s'adonner à l'archéologie et à l'exploration de ruine.

## Nouveautés
- Un nouveau monde : Selvadorada.
- Une nouvelle créature : le squelette. Le squelettisme est une affection subie par les Sims.
- Deux nouvelles compétences : culture selvadoradienne et archéologie.
- De nouvelles aspirations, mais pas de nouveaux traits.
- De nouvelles stations de radio.